# Barragem de Odelouca
A barragem de Odelouca situa-se na ribeira de Odelouca, no distrito de Faro. Entrou em funcionamento em 2009.

## Barragem
É uma barragem de aterro (terra homogénea), com 76 m de altura acima da fundação e 418 m de comprimento no coroamento. O volume da albufeira é de 2.000.000 m³, possuindo uma capacidade de descarga máxima de 1513 (descarregador de cheias) m³/s.

## Albufeira
A albufeira da barragem apresenta uma superfície inundável ao NPA (Nível Pleno de Armazenamento) de 7,8 km² e tem uma capacidade total de 157 Mio. m³ (capacidade útil de 134 Mio. m³). As cotas de água na albufeira são: NPA de 102 metros, NMC (Nível Máximo de Cheia) de 102,35 metros e NME (Nível Mínimo de Exploração) de 72 metros.